# Charmois (Territoire de Belfort)
Pour les articles homonymes, voir Charmois.

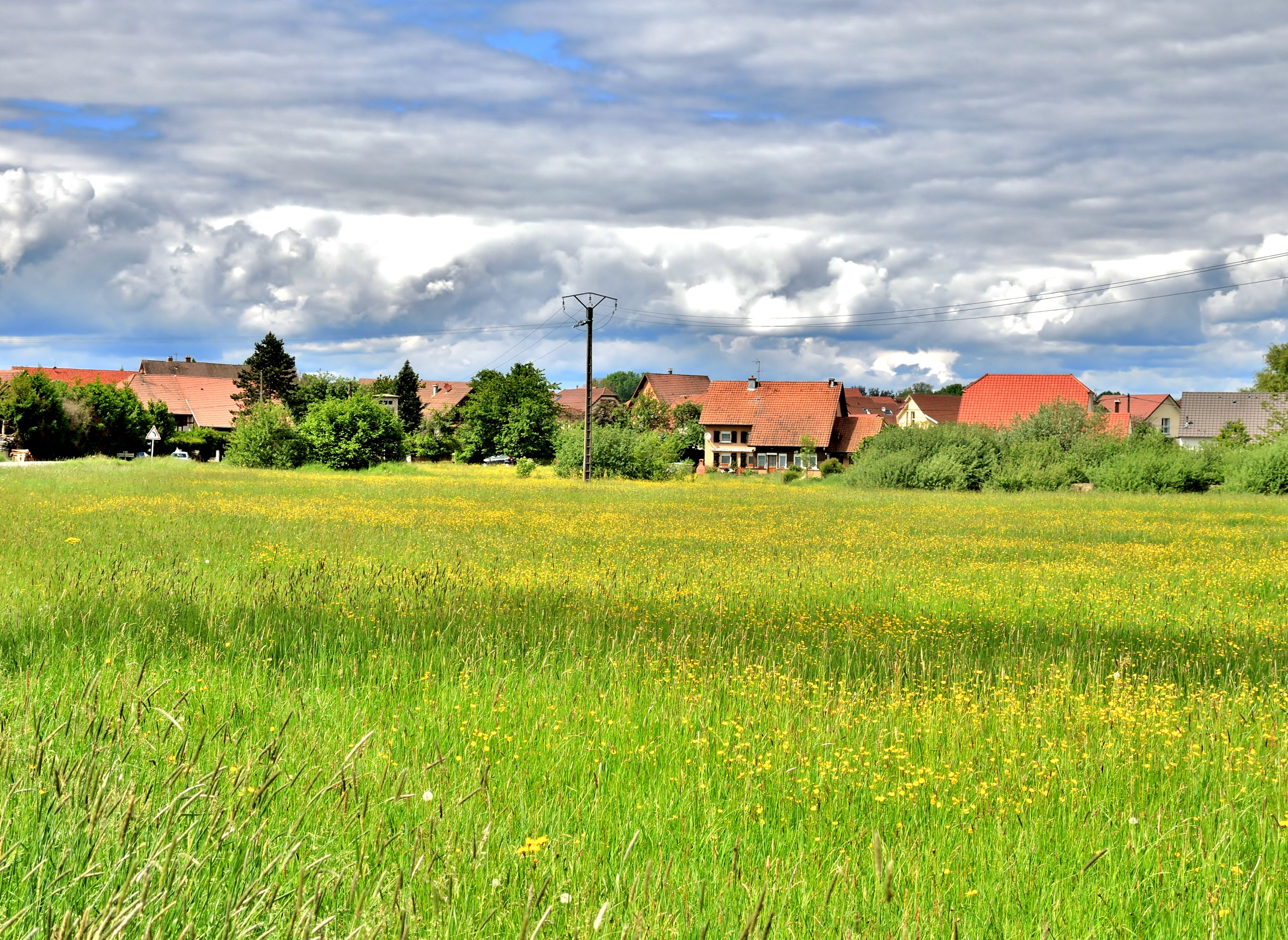
Charmois, vue de la route de Froidefontaine.

Charmois est une commune française située dans le département du Territoire de Belfort, la région culturelle et historique de Franche-Comté et la région administrative Bourgogne-Franche-Comté.

## Géographie
La commune, qui dépend du canton de Châtenois-les-Forges, s'est développée sur la rive droite de la Bourbeuse, à 11 km de Belfort, chef-lieu du département.

### Climat
Pour des articles plus généraux, voir Climat de la Bourgogne-Franche-Comté et Climat du Territoire de Belfort.
En 2010, le climat de la commune est de type climat de montagne, selon une étude du Centre national de la recherche scientifique s'appuyant sur une série de données couvrant la période 1971-2000. En 2020, Météo-France publie une typologie des climats de la France métropolitaine dans laquelle la commune est exposée à un climat semi-continental et est dans la région climatique Vosges, caractérisée par une pluviométrie très élevée (1 500 à 2 000 mm/an) en toutes saisons et un hiver rude (moins de 1 °C).
Pour la période 1971-2000, la température annuelle moyenne est de 9,7 °C, avec une amplitude thermique annuelle de 17,4 °C. Le cumul annuel moyen de précipitations est de 1 096 mm, avec 12,4 jours de précipitations en janvier et 10,4 jours en juillet. Pour la période 1991-2020, la température moyenne annuelle observée sur la station météorologique de Météo-France la plus proche, « Novillard_sapc », sur la commune de Novillard à 4 km à vol d'oiseau, est de 10,7 °C et le cumul annuel moyen de précipitations est de 909,2 mm. 
La température maximale relevée sur cette station est de 38 °C, atteinte le 4 août 2022 ; la température minimale est de −18,1 °C, atteinte le 20 décembre 2009,,.
Les paramètres climatiques de la commune ont été estimés pour le milieu du siècle (2041-2070) selon différents scénarios d'émission de gaz à effet de serre à partir des nouvelles projections climatiques de référence DRIAS-2020. Ils sont consultables sur un site dédié publié par Météo-France en novembre 2022.

## Urbanisme

### Typologie
Au 1er janvier 2024, Charmois est catégorisée bourg rural, selon la nouvelle grille communale de densité à sept niveaux définie par l'Insee en 2022.
Elle est située hors unité urbaine. Par ailleurs la commune fait partie de l'aire d'attraction de Belfort, dont elle est une commune de la couronne,. Cette aire, qui regroupe 91 communes, est catégorisée dans les aires de 50 000 à moins de 200 000 habitants,.

### Occupation des sols
L'occupation des sols de la commune, telle qu'elle ressort de la base de données européenne d’occupation biophysique des sols Corine Land Cover (CLC), est marquée par l'importance des territoires agricoles (75,3 % en 2018), une proportion sensiblement équivalente à celle de 1990 (75,4 %). La répartition détaillée en 2018 est la suivante : prairies (32,8 %), zones agricoles hétérogènes (23,6 %), terres arables (18,9 %), forêts (18,1 %), zones urbanisées (6,6 %). L'évolution de l'occupation des sols de la commune et de ses infrastructures peut être observée sur les différentes représentations cartographiques du territoire : la carte de Cassini (XVIIIe siècle), la carte d'état-major (1820-1866) et les cartes ou photos aériennes de l'IGN pour la période actuelle (1950 à aujourd'hui).

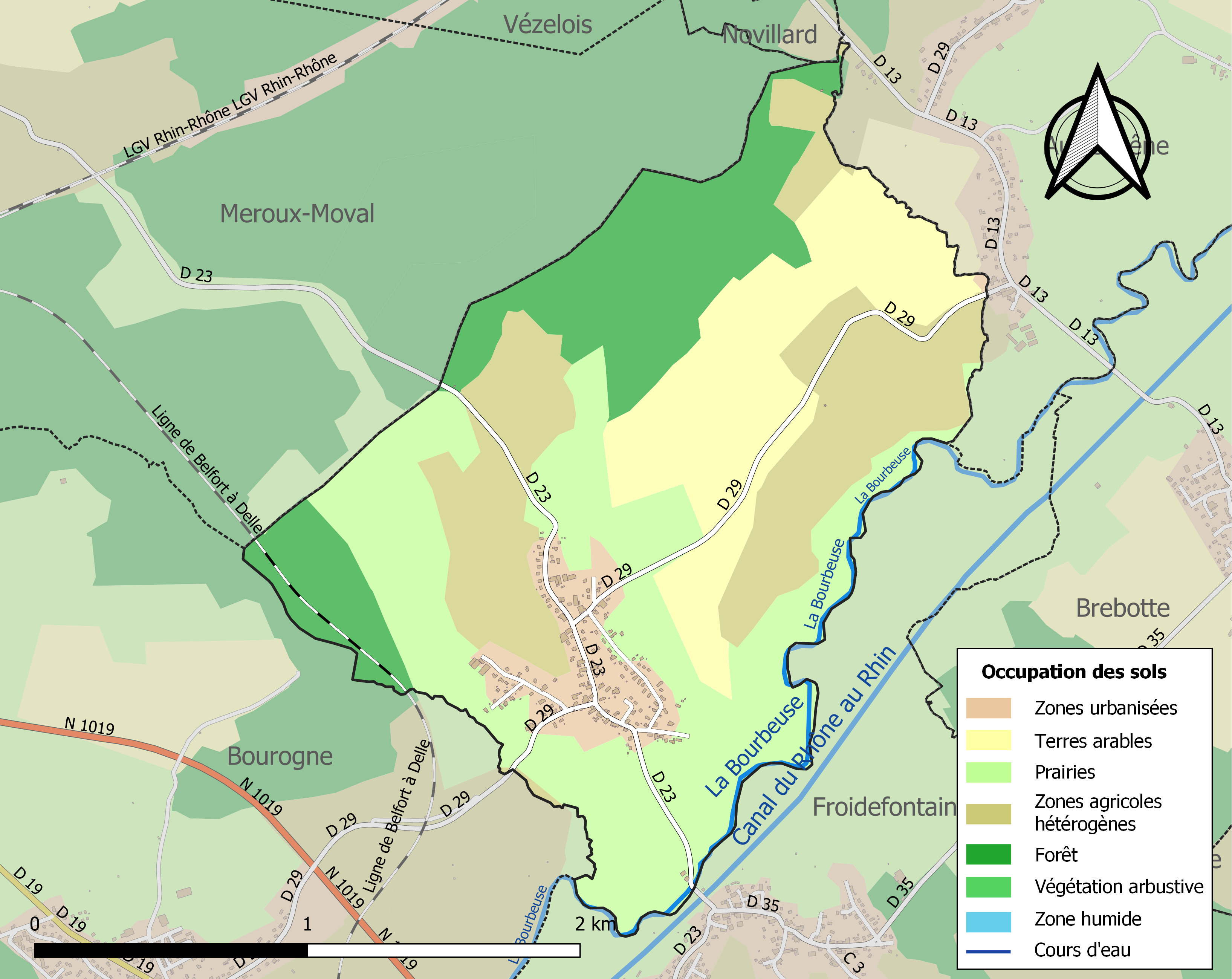
Carte des infrastructures et de l'occupation des sols de la commune en 2018 (CLC).

## Toponymie
Comme le nom du village voisin d'Autrechêne, Charmois devrait son nom à l'arbre le plus commun de la forêt où le village a pris naissance : le charme.
- Charmey (1317), Zanweiler (1500), Zarma (1576), Charmois (1655).
- En allemand : Zarmwiller[13].

## Histoire
Le village faisait partie de la dotation du prieuré voisin de Froidefontaine à sa fondation en 1105.

## Politique et administration

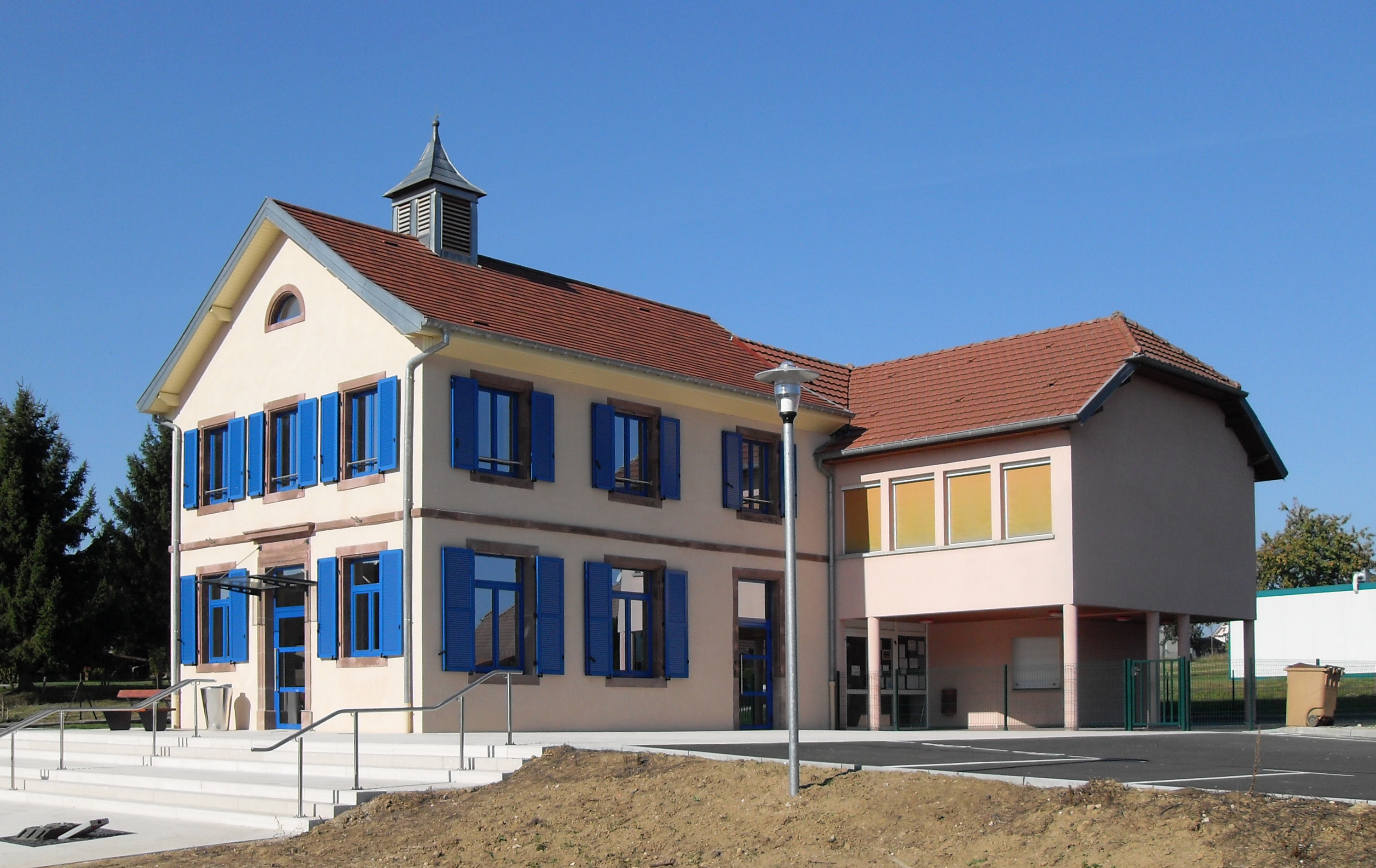
La mairie-école.

| Période                                  | Période                   | Identité               | Étiquette | Qualité                              |
| ---------------------------------------- | ------------------------- | ---------------------- | --------- | ------------------------------------ |
| Les données manquantes sont à compléter. |                           |                        |           |                                      |
| 1919                                     | ?                         | Rassinier              |           | Agriculteur, Oncle de Paul Rassinier |
| avant 1981                               | ?                         | Marcel Plumeleur       |           |                                      |
| mars 2001                                | 25 mai 2020               | Jean-Claude Hauteroche |           |                                      |
| 25 mai 2020                              | En cours (au 6 juin 2020) | Julien Plumeleur       |           |                                      |

## Population et société

### Démographie
L'évolution du nombre d'habitants est connue à travers les recensements de la population effectués dans la commune depuis 1793. Pour les communes de moins de 10 000 habitants, une enquête de recensement portant sur toute la population est réalisée tous les cinq ans, les populations de référence des années intermédiaires étant quant à elles estimées par interpolation ou extrapolation. Pour la commune, le premier recensement exhaustif entrant dans le cadre du nouveau dispositif a été réalisé en 2007.

En 2022, la commune comptait 371 habitants, en évolution de +14,15 % par rapport à 2016 (Territoire de Belfort : −2,78 %, France hors Mayotte : +2,11 %).
| 1793 | 1800 | 1806 | 1821 | 1831 | 1836 | 1841 | 1846 | 1851 |
| ---- | ---- | ---- | ---- | ---- | ---- | ---- | ---- | ---- |
| 121  | 197  | 233  | 236  | 261  | 258  | 275  | 270  | 272  |

| 1856 | 1861 | 1866 | 1872 | 1876 | 1881 | 1886 | 1891 | 1896 |
| ---- | ---- | ---- | ---- | ---- | ---- | ---- | ---- | ---- |
| 232  | 239  | 211  | 215  | 204  | 197  | 198  | 195  | 196  |

| 1901 | 1906 | 1911 | 1921 | 1926 | 1931 | 1936 | 1946 | 1954 |
| ---- | ---- | ---- | ---- | ---- | ---- | ---- | ---- | ---- |
| 175  | 172  | 162  | 130  | 114  | 111  | 99   | 102  | 112  |

| 1962 | 1968 | 1975 | 1982 | 1990 | 1999 | 2006 | 2007 | 2012 |
| ---- | ---- | ---- | ---- | ---- | ---- | ---- | ---- | ---- |
| 116  | 121  | 115  | 203  | 227  | 261  | 286  | 289  | 293  |

| 2017 | 2022 | - | - | - | - | - | - | - |
| ---- | ---- | - | - | - | - | - | - | - |
| 340  | 371  | - | - | - | - | - | - | - |

### Enseignement
Il y a une classe de grande section et une classe de CP, ainsi qu'une classe de CE1 et CE2 (dans un préfabriqué).

## Culture locale et patrimoine

### Lieux et monuments

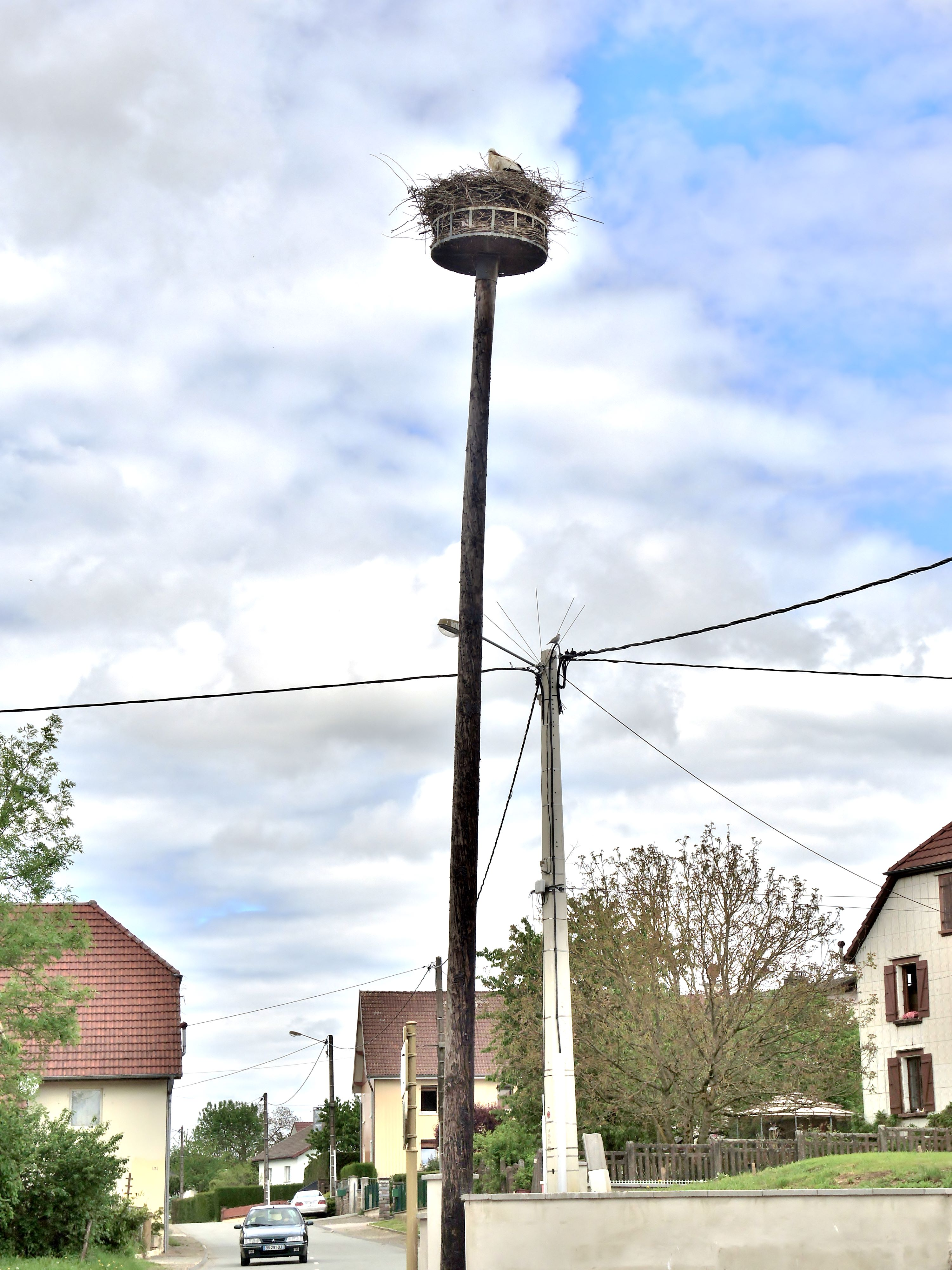
Le nid de cigognes, au centre du village.

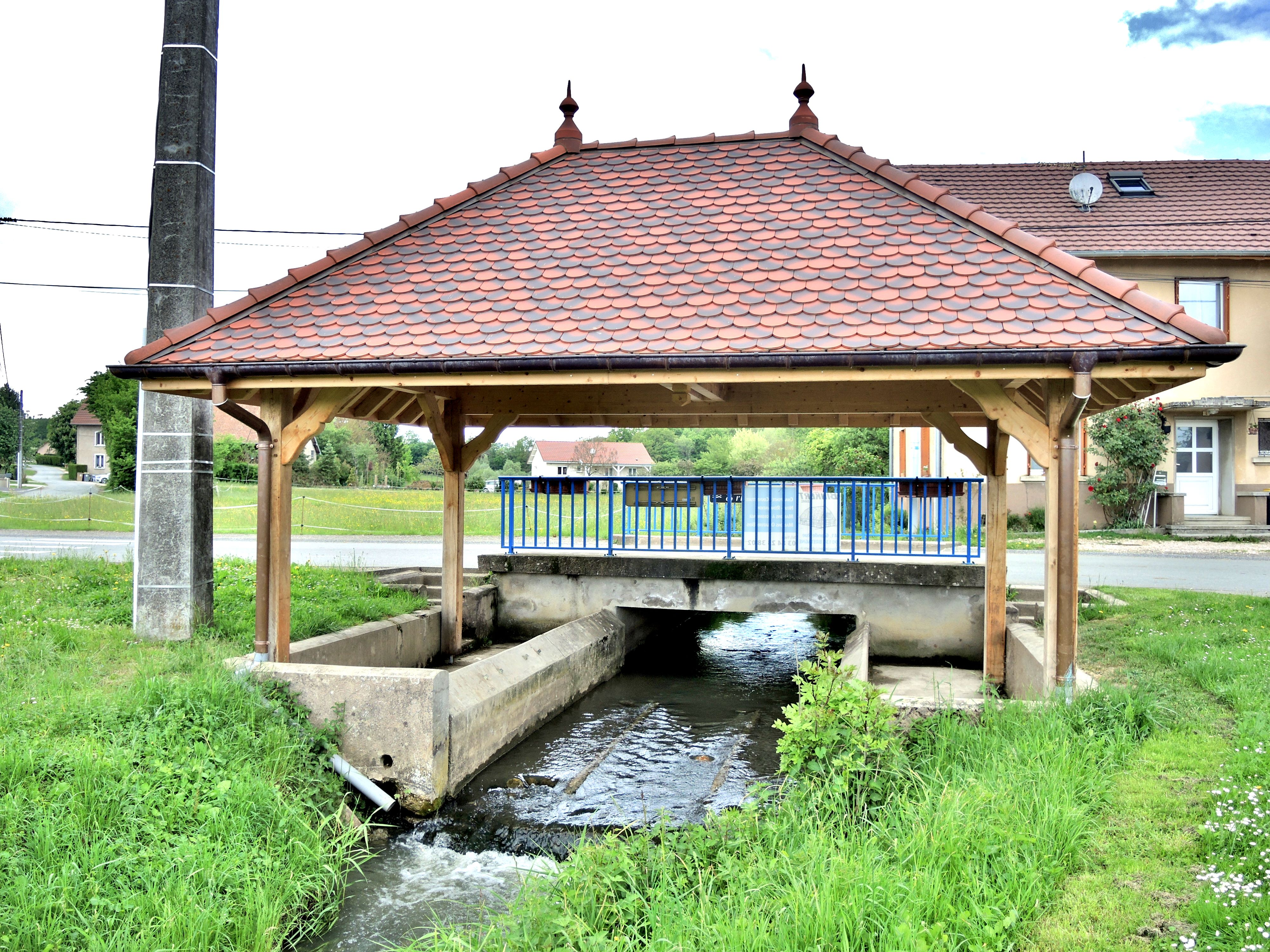
Lavoir couvert, sur le ruisseau de l'Étang.

Au centre de Charmois, un nid abritant une famille de cigognes a été construit en 2001.
Début 2017, la commune est « réputée sans clochers »

### Héraldique
| Armes de Charmois | Les armes peuvent se blasonner ainsi : D'argent au rameau de charme de sinople. |

## Pour approfondir